# Nová Ves (Žďár nad Sázavou-i járás)
Nová Ves település Csehországban, a Žďár nad Sázavou-i járásban. Nová Ves Radňoves, Strážek, Dolní Libochová, Křižanov és Heřmanov településekkel határos. Lakosainak száma 156 fő (2024. január 1.).

## Népesség
A település lakosságának változását az alábbi diagram mutatja:
| Lakosok száma | 223  | 227  | 221  | 184  | 158  | 181  | 160  | 161  | 161  | 156  |
|               | 1869 | 1890 | 1921 | 1950 | 1980 | 2001 | 2017 | 2019 | 2022 | 2024 |